# 韓暁鵬
韓暁鵬（かん ぎょうほう、ローマ字:Han Xiaopeng、1982年12月13日- ）は、中華人民共和国のフリースタイルスキー選手。2006年トリノオリンピックの男子エアリアルの金メダリストである。江蘇省徐州市出身。韓暁鵬が獲得した金メダルは、中国の男子選手として冬季オリンピックではじめて獲得したものとなった。

## 主な競技成績
- 2002年ソルトレークシティオリンピック男子エアリアル：24位
- 2003年フリースタイルスキー世界選手権男子エアリアル：29位
- 2005年フリースタイルスキー世界選手権男子エアリアル：20位
- 2006年トリノオリンピック男子エアリアル：金メダル
- 2007年アジア冬季競技大会男子エアリアル：金メダル
- 2007年フリースタイルスキー世界選手権男子エアリアル：金メダル
- 2010年バンクーバーオリンピック男子エアリアル：21位